# Buddy (Looney Tunes)
Buddy este un personaj fictiv de desene animate creat de Tom Palmer pentru Looney Tunes și Merrie Melodies ce și-a făcut debutul în Buddy's Day Out. Acesta a fost al doilea star Warner Brothers după Bosko.